# Santalum
Santalum o sàndal és un gènere de plantes amb flors llenyoses el més conegut és el sàndal de l'Índia (S. album). Els membres d'aquest gènere són arbres o arbusts. La majoria d'ells són plantes paràsites de les arrels d'altres plantes hoste. Són fotosintètiques però prenen l'aigua i altres nutrients inorgànics de les seves plantes hoste. Moltes espècies produeixen una fusta notablement aromàtica, especialment S. album, que es fa servir en perfumeria i medicina herbal. El gènere conté unes 25 espècies distribuïdes des de les ecozones indomalàia, australàsia i Oceania des de l'Índia a Malèsia a les illes del Pacífic fins a Hawaii i Illes Juan Fernández.

## Cultiu
Inicialment hi havia molts reptes per cultivar les espècies de Santalum la seva germinació és difícil i no gaire compresa. les llavors no es poden emmagatzemar s'han de plantar tot seguit després de ser collides de l'arbre. En ser plantes semiparàsites han de créixer prop de quatre o cinc plantes hoste. De vegades cal esporgar les plantes hoste, ja que el sàndals requereixen molta llum.
Per la producció comercial de fusta aromàtica els arbres han de tenir com a mínim 40 anys però es prefereix que en tinguin més de 80
Tanmateix una vegada que les plantes s'han implantat són molt resistents a les malalties.

## Taxonomia
- S. acuminatum A.DC. — desert quandong, de llavors comestibles (Austràlia)
- S. album L. — Índia
- S. austrocaledonicum Vieill. (Nova Caledònia, Vanuatu)[1]
- S. boninense (Nakai) Tuyama (Illes Bonin, Japó)
- S. ellipticum Gaudich. — ʻiliahialoʻe, coast sandalwood (Hawaiʻi)[2]
- S. fernandezianum Phil. (Illes Juan Fernández)
- S. freycinetianum Gaudich. — ʻiliahi (Hawaiʻi)[3][4]
- S. haleakalae Hillebr. — ʻiliahi (Hawaiʻi)
- S. lanceolatum R.Br. — northern sandalwood (Austràlia)
- S. macgregorii F.Muell (Papua New Guinea, Indonesia)
- S. murrayanum C.A.Gardner — bitter quandong (Austràlia)
- S. obtusifolium (Australia)
- S. paniculatum Hook. i Arn. — ʻiliahi (Hawaiʻi)
- S. salicifolium — willowleaf sandalwood
- S. spicatum (R.Br.) A.DC. — Australian sandalwood (Austràlia)
- S. yasi Seem. - yasi (Fiji, Niue) Tonga- Ahi[5]